# El Rama
El Rama – miasto w Nikaragui nad rzeką Escondido. Stanowi ważny port, połączony z Atlantykiem i Morzem Karaibskim. Populacja miasta wynosi około 50 tys. mieszkańców. 

## Współpraca
- Maastricht, Holandia